# Aleš Razým
Aleš Razým (* 19. srpna 1986, Plzeň) je bývalý český běžec na lyžích, který se specializoval se především na sprinty. Je mistrem světa do 23 let z roku 2009. Na MS v Liberci 2009 obsadil ve sprintu 6. místo.

## Sportovní kariéra
Poprvé se závodu Světového poháru v běhu na lyžích zúčastnil 15. ledna 2005 v Novém Městě na Moravě (15 km volně, 74. místo). Absolvoval tři juniorská Mistrovství světa (2004 ve Strynu, 2005 v Rovaniemi a 2006 v Kranji) a jedno MS do 23 let v Praz de Lys Sommand. V roce 2009 poprvé startoval na Mistrovství světa dospělých (nejlépe 6. místo ve sprintu), dalšího světového šampionátu se zúčastnil v roce 2013 (nejlépe 8. místo ve sprintu dvojic).
Startoval na Zimních olympijských hrách 2010, kde skončil ve sprintu na 44. místě, na ZOH 2014 (8. místo ve štafetách 4×10 km, 9. místo ve sprintu dvojic klasicky, 49. místo ve sprintu) a na ZOH 2018 (7. místo ve sprintu dvojic volně, 10. místo ve štafetách 4×10 km, 30. místo na 15 km volně, 41. místo na 50 km klasicky, 43. místo ve sprintu, 55. místo ve skiatlonu).
Po sezóně 2017/2018 ukončil svoji sportovní kariéru. Jako poslední absolvoval závod ve Světovém poháru v Oslu na 50 km volně. Následně se měl ještě zúčastnit republikového šampionátu, tam však nenastoupil ke startu.

## Osobní život
Žije v Chotíkově. Jeho partnerkou je bývalá akrobatická lyžařka Šárka Sudová.

## Největší úspěchy

### Mistrovství světa juniorů
- Stryn 2004 - 12. místo v běhu na 10 km
- Rovaniemi 2005 - 4. místo v kombinaci
- Kranj 2006 - 12. místo ve sprintu, 3. místo ve štafetě
- Praz de Lys Sommand 2009 - 1. místo ve sprintu (U23)

### Světový pohár
- 11. místo Davos 14. 12. 2008, sprint
- 23. místo Kuusamo 1. 12. 2007, sprint
- 28. místo Nové Město na Moravě 30. 12. 2005, sprint